# E117 (trasa europejska)
E117 – trasa europejska bezpośrednia północ-południe, biegnąca z Mineralnych Wód przez Władykaukaz w Rosji, następnie Gruzińską Drogą Wojenną do Tbilisi w Gruzji oraz przez Erywań, Goris do Megri na granicy z Iranem w Armenii.

## Stary system numeracji
W latach 1968–1983 obowiązywał poprzedni system numeracji, według którego oznaczenie E117 dotyczyło trasy: Belfast – Antrim – Londonderry.

### Drogi w ciągu dawnej E117
Lista dróg opracowana na podstawie materiałów źródłowych
| Irlandia Północna | - droga E117: Belfast – Antrim – Ballymena - droga nr 6: Ballymena – Londonderry |